# Brendon Hartley
Brendon Hartley (* 10. listopadu 1989 Palmerston North) je novozélandský bývalý pilot Formule 1, který v sezónách 2017 a 2018 jezdil za tým Toro Rosso. V sezóně 2019/20 debutoval ve Formuli E za tým GEOX Dragon Racing.

## Kariéra před Formulí 1
V roce 2007 vyhrál Eurocup Formule Renault v týmu Epsilon Red Bull Team a v 18 letech se stal nejmladším vítězem této série. Jezdil i v sérii Formule Renault 2.0 Italie. V roce 2008 skončil celkově 3. v Britské F3 a jel i 8 závodů v Euroserii F3. V obou sériích jezdil za tým Carlin Motorsport. Následující rok jezdil v Euroserii F3 za tým Carlin Motorsport kde skončil celkově 11. a ve WS Renault 3.5 za tým Tech 1 Racing kde byl celkově 15.

## Formule 1
V sezóně 2008 byl testovací jezdec pro tým Toro Rosso.
V sezónách 2009 a 2010 byl rezervním jezdcem v týmech Red Bull a Toro Rosso, odkud byl vyhozen.
V sezónách 2012 a 2013 působil jako jezdec na simulátoru pro tým Mercedes.

### Toro Rosso (2017-2018)

#### 2017
Hartley debutoval ve Velké ceně USA, když nahradil Pierra Gaslyho, který se účastnil závěrečného závodu šampionátu Super Formula. Kvalifikoval se na sedmnácté pozici, ale kvůli penalizaci startoval až devatenáctý. Závod dokončil na třináctém místě. Dne 26. října 2017 bylo oznámeno, že Hartley v týmu Toro Rosso nahradí do konce sezóny Daniila Kvjata. Závod v Mexiku ani v Brazílii nedokončil. V posledním závodě v Abú Zabí skončil patnáctý.

#### 2018
Dne 16. listopadu 2017 bylo potvrzeno, že Hartley zůstane v týmu i v sezóně 2018. Jeho týmovým kolegou byl Pierre Gasly. První bod získal za desáté místo při Velké ceně Ázerbájdžánu. Z Velké ceny Monaka odstoupil v sedmdesátém kole, kvůli nehodě s Charlesem Leclercem, kterému selhaly brzdy. Na body do konce sezóny dosáhl pouze v Německu a v USA. Se ziskem čtyř bodů skončil na předposledním 19. místě. Dne 26. listopadu bylo oznámeno, že Hartley v sezóně 2019 s týmem Toro Rosso nebude pokračovat. Nahradil jej Alexander Albon.

### Ferrari (2019)
Dne 4. února 2019 tým Ferrari oznámil, že si najal Hartleyho jako jednoho ze svých vývojových jezdců pro sezónu 2019.

## Formule E

### GEOX Dragon Racing (2019/20)
V srpnu 2019 bylo oznámeno, že Hartley bude debutovat ve Formuli E v sezóně 2019/20 s týmem GEOX Dragon Racing. V premiérovém dvojzávodě v Ad Diriyah dokázal bodovat pouze ve druhém závodě, kde obsadil deváté místo. Další závod v Santiagu nedokončil. V následujících dvou závodech v Mexiku a Marrakéši nebodoval. Hartley v červenci s okamžitou platností opustil tým GEOX Dragon. V týmu byl nahrazen Sérgiem Sette Câmarou.

## Kompletní výsledky
| Legenda k tabulce | Legenda k tabulce                                                                       |
| Barva             | Výsledek                                                                                |
| ----------------- | --------------------------------------------------------------------------------------- |
| Zlatá             | Vítěz                                                                                   |
| Stříbrná          | 2. místo                                                                                |
| Bronzová          | 3. místo                                                                                |
| Zelená            | Bodované umístění                                                                       |
| Modrá             | Nebodované umístění                                                                     |
| Modrá             | Dokončil neklasifikován (NC)                                                            |
| Fialová           | Odstoupil (Ret)                                                                         |
| Červená           | Nekvalifikoval se (DNQ)                                                                 |
| Červená           | Nepředkvalifikoval se (DNPQ)                                                            |
| Černá             | Diskvalifikován (DSQ)                                                                   |
| Bílá              | Nestartoval (DNS)                                                                       |
| Bílá              | Závod zrušen (C)                                                                        |
| Světle modrá      | Pouze trénoval (PO)                                                                     |
| Světle modrá      | Páteční testovací jezdec (TD)                                                           |
| Bez barvy         | Netrénoval (DNP)                                                                        |
| Bez barvy         | Vyřazen (EX)                                                                            |
| Bez barvy         | Nepřijel (DNA)                                                                          |
| Bez barvy         | Odvolal účast (WD)                                                                      |
| Bez barvy         | Nezúčastnil se (prázdné)                                                                |
| Označení          | Význam                                                                                  |
| Tučnost           | Pole position                                                                           |
| Kurzíva           | Nejrychlejší kolo                                                                       |
| †                 | Jezdec nedojel do cíle, ale byl klasifikován, protože odjel více než 90 % délky závodu. |
| ‡                 | Byl udělován poloviční počet bodů, protože bylo odjeto méně než 75 % délky závodu.      |
| Horní index       | Umístění bodujících jezdců ve sprintu                                                   |

### Formule 1
| Rok  | Tým                       | Šasi             | Motor          | 1      | 2      | 3       | 4      | 5      | 6       | 7       | 8      | 9       | 10      | 11     | 12     | 13     | 14      | 15     | 16      | 17     | 18      | 19      | 20     | 21     | Body | Umístění  |
| ---- | ------------------------- | ---------------- | -------------- | ------ | ------ | ------- | ------ | ------ | ------- | ------- | ------ | ------- | ------- | ------ | ------ | ------ | ------- | ------ | ------- | ------ | ------- | ------- | ------ | ------ | ---- | --------- |
| 2017 | Scuderia Toro Rosso       | Toro Rosso STR12 | Renault R.E.17 | AUS    | CHN    | BHR     | RUS    | ESP    | MON     | CAN     | AZE    | AUT     | GBR     | HUN    | BEL    | ITA    | SIN     | MAL    | JPN     | USA 13 | MEX Ret | BRA Ret | ABU 15 |        | 0    | 23. místo |
| 2018 | Red Bull Toro Rosso Honda | Toro Rosso STR13 | Honda RA618H   | AUS 15 | BAH 17 | CHN 20† | AZE 10 | ESP 12 | MON 19† | CAN Ret | FRA 14 | AUT Ret | GBR Ret | GER 10 | HUN 11 | BEL 14 | ITA Ret | SIN 17 | RUS Ret | JPN 13 | USA 9   | MEX 14  | BRA 11 | ABU 12 | 4    | 19. místo |

### Formule E
| Rok     | Tým         | Šasi         | Pohonná jednotka | 1      | 2     | 3       | 4      | 5      | 6   | 7   | 8   | 9   | 10  | 11  | Body | Umístění  |
| ------- | ----------- | ------------ | ---------------- | ------ | ----- | ------- | ------ | ------ | --- | --- | --- | --- | --- | --- | ---- | --------- |
| 2019–20 | GEOX Dragon | Spark-Penske | Penske EV-4      | ADR 19 | ADR 9 | SAN Ret | MEX 12 | MRK 19 | BER | BER | BER | BER | BER | BER | 2    | 23. místo |